# Istiea-Edipsos
Istiea-Edipsos (gr. Δήμος Ιστιαίας-Αιδηψού, Dimos Istieas-Edipsu) – gmina w Grecji, w administracji zdecentralizowanej Tesalia-Grecja Środkowa, w regionie Grecja Środkowa, w jednostce regionalnej Eubea. W 2011 roku liczyła 21 083 mieszkańców. Powstała 1 stycznia 2011 roku w wyniku połączenia dotychczasowych gmin: Istiea, Edipsos, Artemisio i Orei oraz wspólnoty Lichada. Siedzibą gminy jest Istiea.